# Calycomyza flavinotum
Calycomyza flavinotum är en tvåvingeart som beskrevs av Frick 1956. Calycomyza flavinotum ingår i släktet Calycomyza och familjen minerarflugor. Inga underarter finns listade i Catalogue of Life.